# Sint-Jozefskerk (Tongeren)
De Sint-Jozefskerk is een kerkgebouw in de Belgische gemeente Tongeren in de provincie Limburg. De kerk staat aan de Henisstraat.
Het gebouw betreft een zaalkerk met vijf traveeën en een vlakke sluiting. Ze is opgetrokken in baksteen waarbij er overvloedig gebruikgemaakt is van geglazuurde tegels. Het gebouw wordt overwelft door een tongewelf.
Het is de parochiekerk en is gewijd aan Sint-Jozef.

## Geschiedenis
In circa 1930 werd de kerk gebouwd door tegelfabriek Francart. Het gebouw is opgetrokken in baksteen.